# ساشا ایلیچ
ساشا ایلیچ (به مقدونی:Saša Ilić) (زاده ۵ سپتامبر ۱۹۷۰ در اسکوپیه) بازیکن سابق و مربی فوتبال اهل مقدونیه است.
وی سابقه بازی در چند تیم اروپایی و آسیایی از جمله پرسپولیس، استقلال اهواز و پگاه گیلان را دارد.
سه بازی ملی در کارنامه این بازیکن دیده می‌شود. که یکی از آنها در مقابل ایران بود. آن بازی با درخشش ایلیچ ۲ بر ۱ به سود مقدونیه پایان یافت.
وی با بسته نگه داشتن ۱۱۵۷ دقیقه ای دروازهٔ خود در سال ۱۳۸۵ در لیگ یک و با تیم پگاه گیلان رکورددار کلین شیت فوتبال ایران است که این رکورد به اشتباه به سید حسین حسینی نسبت داده می‌شود.